# Hatay (Provinz)
Hatay (arabisch هاتاي) ist eine Provinz im Süden der Türkei. Ihre Hauptstadt ist Antakya, das frühere Antiochia. In den heutigen Grenzen zählt sie mit 5.524 km² zu den kleineren Provinzen des Landes, ist aber eine der am dichtesten besiedelten (300 Einwohner pro km²) und mit mehr als anderthalb Millionen Einwohnern (Stand 2017) auch eine der bevölkerungsstärkeren. Auf der Liste der Provinzen der Türkei lag sie mit ihrer Bevölkerung (1.575.226 Einwohner) auf Platz 13 von 81 Provinzen.
Das Gebiet von Hatay, bis Ende der 1930er Jahre im Westen Sandschak Alexandrette genannt, bildet heute den geographisch südlichsten Teil der Türkei und liegt zwischen der Mittelmeerküste im Westen und der Grenze zu Syrien im Osten. 
Die wichtigsten Städte sind İskenderun und Antakya.

## Geographie
46 % der Fläche sind Berge, 33 % Täler und 20 % Plateaus. Die bedeutendste Gebirgskette ist das Nurgebirge in Nord-Süd-Richtung. Es ist auch unter den Namen Gavur- oder Amanosgebirge bekannt. Der höchste Gipfel ist der Mığır Tepe mit 2240 m. Andere hohe Berge sind der Ziyaret Dağ und der Keldağ mit 1739 m (arabisch جبل الأقرع, DMG Ǧabal al-Aqraʿ, lateinisch Casius).
Der wichtigste Fluss ist der Asi, auch bekannt unter dem griechischen Namen Orontes. Er entspringt im Libanon, fließt durch Syrien und mündet im südlichen Hatay in der Nähe von Samandağ ins Mittelmeer.
Wichtige Seen sind Gölbaşı Gölü und Yenişehir Gölü. Der Amik-See ist in den 1970er Jahren ausgetrocknet und wird heute als Landwirtschaftsfläche genutzt.
Das Amik-Tal ist das bedeutendste Tal in Hatay. Andere Täler sind Dörtyol, Arsuz, Payas, İskenderun und Erzin.

## Verwaltungsgliederung
Hatay ist seit 2012 als Großstadt (Büyükşehir belediyesi) organisiert. Im Zuge der Verwaltungsreform 2013/2014 wurden in allen Bezirken (İlçe) gleichnamige Gemeinden (Belediye) gebildet, die Gliedkommunen der Großstadtkommune Hatay sind. Alle anderen Gemeinden wurden aufgelöst. Somit sind die 15 İlçe gleichzeitig staatliche Verwaltungsbezirke und flächenidentische Kommunen, jede davon gliedert sich in Stadtviertel/Ortsteile (Mahalle). Insgesamt gibt es in der Provinz 593 davon. Ein Muhtar ist in jedem Mahalle der oberste Beamte. Bei der Verwaltungsreform wurde auch das Gebiet um Antakya (einschließlich der Stadt Antakya selbst), dessen staatliche Verwaltung bis dahin dem Gouverneur direkt unterstellt war (Hatay Merkez) als İlçe Antakya unter der Leitung eines Kaymakam und als Gemeinde Antakya organisiert.
| interner Kreis-Code 1 | İlçe             | Fläche in km² 2 | Bevölkerung am 31.12.2020 3 | Bevölkerung am 31.12.2020 3 | Bevölkerung am 31.12.2020 3 | Anzahl der Mahalle | Sex Ratio Frauen auf 1000 Männer 4 | Bevölkerungsdichte (Einw. je km²) | Gründungsdatum 5 6 |
| interner Kreis-Code 1 | İlçe             | Fläche in km² 2 | Gesamt                      | männlich                    | weiblich                    | Anzahl der Mahalle | Sex Ratio Frauen auf 1000 Männer 4 | Bevölkerungsdichte (Einw. je km²) | Gründungsdatum 5 6 |
| --------------------- | ---------------- | --------------- | --------------------------- | --------------------------- | --------------------------- | ------------------ | ---------------------------------- | --------------------------------- | ------------------ |
| 1131                  | Altınözü         | 392             | 60.589                      | 30.887                      | 29.702                      | 48                 | 961,6                              | 154,6                             | 1945               |
| 2080                  | Antakya          | 703             | 389.377                     | 194.966                     | 194.411                     | 95                 | 997,2                              | 553,9                             | 2012               |
| 2081                  | Arsuz            | 462             | 97.217                      | 49.678                      | 47.539                      | 38                 | 956,9                              | 210,4                             | 2012               |
| 1887                  | Belen            | 184             | 33.896                      | 16.986                      | 16.910                      | 19                 | 995,5                              | 184,2                             | 1990               |
| 2082                  | Defne            | 155             | 160.066                     | 78.781                      | 81.285                      | 37                 | 1031,8                             | 1.032,7                           | 2012               |
| 1289                  | Dörtyol          | 342             | 127.399                     | 63.983                      | 63.416                      | 15                 | 991,1                              | 372,5                             | 1909               |
| 1792                  | Erzin            | 258             | 41.769                      | 20.976                      | 20.793                      | 20                 | 991,3                              | 161,9                             | 1987               |
| 1382                  | Hassa            | 520             | 57.361                      | 29.314                      | 28.047                      | 39                 | 956,8                              | 110,3                             | 1939               |
| 1413                  | İskenderun       | 247             | 250.964                     | 125.665                     | 125.299                     | 45                 | 997,1                              | 1.016,1                           | 1939               |
| 1468                  | Kırıkhan         | 715             | 119.028                     | 59.698                      | 59.330                      | 73                 | 993,8                              | 166,5                             | 1939               |
| 1970                  | Kumlu            | 193             | 13.445                      | 6.940                       | 6.505                       | 16                 | 937,3                              | 69,7                              | 1990               |
| 2083                  | Payas            | 157             | 43.647                      | 22.059                      | 21.588                      | 12                 | 978,6                              | 278,0                             | 2012               |
| 1585                  | Reyhanlı         | 367             | 103.417                     | 52.308                      | 51.109                      | 47                 | 977,1                              | 281,8                             | 1939               |
| 1591                  | Samandağ         | 384             | 124.237                     | 60.646                      | 63.591                      | 42                 | 1048,6                             | 323,5                             | 1948               |
| 1721                  | Yayladağı        | 445             | 36.908                      | 20.259                      | 16.649                      | 47                 | 821,8                              | 82,9                              | 1939               |
| Provinz 31 HATAY      | Provinz 31 HATAY | 5.524           | 1.659.320                   | 833.146                     | 826.174                     | 593                | 991,6                              | 300,4                             | 1939               |

## Bevölkerung
Hatay ist eine der kosmopolitischsten Provinzen der Türkei. Die Mehrheit der Provinz besteht aus türkischen Sunniten. Im Süden besteht die Mehrheit der Bevölkerung aus arabischen Alawiten (Nusairiern). In der Provinz leben auch arabische Christen (Orthodoxe und Katholiken). Im Landkreis Altınözü liegt Tokaçlı, das einzige größtenteils von arabischen Christen bewohnte Dorf der Türkei. Der Dialekt der Bewohner gehört zum Nord-Levantinischen. Im Norden leben auch sunnitische Kurden, die vermehrt aus Südostanatolien an die Mittelmeerküste übersiedelten. Außerdem existiert eine armenische Gemeinde in dem Dorf Vakıflı. Vakıflı ist nach dem Völkermord an den Armeniern das letzte armenische Dorf in der Türkei. Bis zum Erdbeben von 2023 lebten auch Juden in Antakya, die eine der ältesten jüdischen Gemeinden der Welt bildeten und nach dem Erdbeben evakuiert wurden. Neben Türkisch hört man daher auch die arabische Sprache und die kurdische Sprache.

### Ergebnisse der Bevölkerungsfortschreibung
Nachfolgende Tabelle zeigt die jährliche Bevölkerungsentwicklung nach der Fortschreibung durch das 2007 eingeführte adressierbare Einwohnerregister (ADNKS). Zusätzlich sind die Bevölkerungswachstumsrate und das Geschlechterverhältnis (Sex Ratio d. h. die rechnerisch ermittelte Anzahl der Frauen pro 1000 Männer) aufgeführt. Der Zensus von 2011 ermittelte 1.472.282 Einwohner, das sind über 218.000 Einwohner mehr als zum Zensus 2000.
| Jahr | Bevölkerung am Jahresende | Bevölkerung am Jahresende | Bevölkerung am Jahresende | Wachstumsrate der Bevölkerung (in %) | Geschlechterverhältnis (Frauen auf 1000 Männer) | Rang (unter den 81 Provinzen) |
| Jahr | gesamt                    | männlich                  | weiblich                  | Wachstumsrate der Bevölkerung (in %) | Geschlechterverhältnis (Frauen auf 1000 Männer) | Rang (unter den 81 Provinzen) |
| ---- | ------------------------- | ------------------------- | ------------------------- | ------------------------------------ | ----------------------------------------------- | ----------------------------- |
| 2020 | 1.659.320                 | 833.146                   | 826.174                   | 1,87                                 | 992                                             | 13                            |
| 2019 | 1.628.894                 | 817.998                   | 810.896                   | 1,18                                 | 991                                             | 13                            |
| 2018 | 1.609.856                 | 809.484                   | 800.372                   | 2,20                                 | 989                                             | 13                            |
| 2017 | 1.575.226                 | 790.209                   | 785.017                   | 1,29                                 | 993                                             | 13                            |
| 2016 | 1.555.165                 | 780.854                   | 774.311                   | 1,41                                 | 992                                             | 13                            |
| 2015 | 1.533.507                 | 769.131                   | 764.376                   | 0,90                                 | 994                                             | 13                            |
| 2014 | 1.519.836                 | 763.832                   | 756.004                   | 1,12                                 | 990                                             | 13                            |
| 2013 | 1.503.066                 | 756.248                   | 746.818                   | 1,31                                 | 988                                             | 13                            |
| 2012 | 1.483.674                 | 743.385                   | 740.289                   | 0,64                                 | 996                                             | 13                            |
| 2011 | 1.474.223                 | 741.695                   | 732.528                   | −0,43                                | 988                                             | 13                            |
| 2010 | 1.480.571                 | 756.196                   | 724.375                   | 2,22                                 | 958                                             | 13                            |
| 2009 | 1.448.418                 | 733.163                   | 715.255                   | 2,49                                 | 976                                             | 13                            |
| 2008 | 1.413.287                 | 708.579                   | 704.708                   | 1,95                                 | 995                                             | 13                            |
| 2007 | 1.386.224                 | 696.050                   | 690.174                   | –                                    | 992                                             | 13                            |

### Volkszählungsergebnisse
Nachfolgende Tabellen geben den bei den 12 Volkszählungen dokumentierten Einwohnerstand der Provinz Hatay wieder. Die Werte der bis 1960 sind E-Books (der Originaldokumente) entnommen; die Werte ab 1976 basieren aus der Datenabfrage des Türkischen Statistikinstituts TÜIK
| Jahr | Zensusbevölkerung | Zensusbevölkerung | Zensusbevölkerung | jährliches Wachstum (%) | Rang | städtischer Anteil | städtischer Anteil | ländlicher Anteil | ländlicher Anteil |
| Jahr | Türkei            | Hatay             | Anteil            | jährliches Wachstum (%) | Rang | abs.               | %                  | abs.              | %                 |
| ---- | ----------------- | ----------------- | ----------------- | ----------------------- | ---- | ------------------ | ------------------ | ----------------- | ----------------- |
| 1940 | 17.820.950        | 246.138           | 1,38              | –                       | 38   | 60.315             | 24,50              | 185.823           | 75,50             |
| 1945 | 18.790.174        | 254.141           | 1,35              | 0,65                    | 36   | 65.993             | 25,97              | 188.148           | 74,03             |
| 1950 | 20.947.188        | 296.799           | 1,42              | 3,36                    | 34   | 88.995             | 29,98              | 207.804           | 70,02             |
| 1955 | 24.064.763        | 363.631           | 1,51              | 4,50                    | 26   | 129.341            | 35,57              | 234.290           | 64,43             |
| 1960 | 27.754.820        | 441.209           | 1,59              | 4,27                    | 21   | 167.885            | 38,05              | 273.324           | 61,95             |
| 1965 | 31.391.421        | 506.154           | 1,61              | 2,94                    | 20   | 203.610            | 40,23              | 302.544           | 59,77             |
| 1970 | 35.605.176        | 591.064           | 1,66              | 3,36                    | 17   | 242.052            | 40,95              | 349.012           | 59,05             |
| 1975 | 20.744.730        | 744.113           | 3,59              | 1,84                    | 11   | 311.307            | 41,84              | 432.806           | 58,16             |
| 1980 | 44.736.957        | 856.271           | 1,91              | 3,01                    | 10   | 366.550            | 42,81              | 489.721           | 57,19             |
| 1985 | 50.664.458        | 1.002.252         | 1,98              | 3,41                    | 11   | 428.845            | 42,79              | 573.407           | 57,21             |
| 1990 | 56.473.035        | 1.109.754         | 1,97              | 2,15                    | 12   | 531.707            | 47,91              | 578.047           | 52,09             |
| 2000 | 67.803.927        | 1.253.726         | 1,85              | 1,30                    | 13   | 581.341            | 46,37              | 672.385           | 53,63             |

Anzahl der Provinzen bezogen auf die Censusjahre:
- 1940 bis 1950: 63 Provinzen
- 1955: 67 Provinzen
- 1960 bis 1985: 73 Provinzen
- 1990: 73 Provinzen
- 2000: 81 Provinzen

## Geschichte
Die frühesten Spuren der Besiedelung durch den Menschen – Steinwerkzeuge und bearbeitete Schneckengehäuse – sind rund 40.000 Jahre alt; sie wurden seit Anfang der 1990er-Jahre in der Üçağızlı-Höhle geborgen.

Französisches Mandatsgebiet in Syrien und dem Libanon. Oben links der Sandschak Alexandretta (frz.: Sandjak d’Alexandrette)

Das Gebiet der heutigen Provinz Hatay gehörte bis zu Beginn des 20. Jahrhunderts zum Osmanischen Reich. Es setzte sich aus zwei Unterbezirken (türk. kaza) zusammen, dem Unterbezirk Alexandrette und dem Unterbezirk Antiochia, die zum Vilayet Aleppo gehörten. Unter anderem diese beiden Unterbezirke wurden 1918 nach der Niederlage des Osmanischen Reiches im Ersten Weltkrieg von den Franzosen besetzt und im Anschluss unter der Bezeichnung Sandschak Alexandrette zusammengefasst. Nach dem Vertrag von Sanremo 1920 wurde das Gebiet durch Frankreich als Teil des Mandats Syrien verwaltet, blieb jedoch vom französischen Syrien getrennt und erhielt am 4. März 1923 die Autonomie.
Ursprünglich wollte Frankreich keinen geeinten syrischen Staat, sondern beabsichtigte eine Aufteilung in vier Staaten mit eigener Regierung, wobei religiöse und konfessionelle Gesichtspunkte eine Rolle spielen sollten. In Alexandrette sollten armenische Flüchtlinge aus ganz Kilikien zusammen mit der damaligen arabischen Bevölkerungsmehrheit sowie anderen Minderheiten eine Heimstätte erhalten.
Mit dem absehbaren Ende des französischen Mandates über Syrien verstärkte die Türkei ab 1936 ihre Forderungen nach einem Anschluss des Gebietes. Frankreich kam den türkischen Forderungen nach einer Loslösung vom syrischen Mandat entgegen, um die Türkei von einem Kriegseintritt auf Seiten der Achsenmächte abzuhalten.

### Anschluss an die Türkische Republik

Die Flagge der Republik Hatay

Am 2. September 1938 wurde in İskenderun die unabhängige, aber kurzlebige Republik Hatay ausgerufen. Die Vereinigung mit der Türkischen Republik wurde vom Parlament des Staats Hatay am 29. Juni 1939 beschlossen. Frankreich, die damalige Mandatsmacht von Syrien und Libanon, hatte am 23. Juni 1939 dem Anschluss in einem Vertrag mit der Türkei zugestimmt. Seither bildet Hatay eine Provinz der Türkischen Republik.
Syrien erhebt bis heute Anspruch auf Hatay und die Provinz ist bis heute ein Streitpunkt zwischen Syrien und der Türkei. Dennoch gibt es (außer in Kriegszeiten) einen regen kleinen Grenzverkehr über die Grenze hinweg; Bewohner Hatays dürfen mit Tagesvisa problemlos nach Syrien, auch als Folge des Vertrags von 1939, einreisen. Der wirtschaftliche Austausch von Gütern zwischen den beiden Staaten läuft vorrangig über Hatay, wobei Syrien vorwiegend Agrarprodukte, die Türkei mehr Industrie- und gewerbliche Erzeugnisse liefert.

### Erdbeben im Februar 2023
Die Provinz Hatay wurde vom Erdbeben in der Türkei und Syrien im Februar 2023 schwer getroffen, die Hauptstadt Antakya wurde zerstört.

## Namensgebung
Der Name Hatay steht im Zusammenhang mit einer Veröffentlichung des Publizisten İsmail Müştak Mayakon. Dieser hatte Mitte der 1930er Jahre anhand der Existenz eines Dorfes Hetye und der sogenannten Hata-Türken, die er mit den Hethitern gleichsetzte, eine 4000-jährige Sesshaftigkeit von Türken in der Region Antakya und İskenderun behauptet. Das Provinzparlament beschloss daraufhin, den künftigen „Staat“ Hatay zu nennen.